# Liste des sites Ramsar au Sri Lanka
Cet article recense les zones humides du Sri Lanka concernées par la convention de Ramsar.

## Statistiques
La convention de Ramsar est entrée en vigueur au Sri Lanka le 15 octobre 1990.
En janvier 2020, le pays compte 6 sites Ramsar, couvrant une superficie de 1 981,72 km2.

## Liste
| Site                                         | Province                | Notes | Date             | Superficie (km²) | Altitude (m) | Identifiant Ramsar | Identifiant WDPA | Coordonnées                      | Photo |
| -------------------------------------------- | ----------------------- | ----- | ---------------- | ---------------- | ------------ | ------------------ | ---------------- | -------------------------------- | ----- |
| Bundala                                      | Sud                     |       | 15 juin 1990     | 62,10            | 0 - 16       | 487                | 68201            | 6° 10′ 01″ nord, 81° 12′ 00″ est |       |
| Sanctuaire des citernes d'Annaiwilundawa     | Nord-Ouest              |       | 3 août 2001      | 13,97            | 0 - 1        | 1078               | 900593           | 7° 42′ 00″ nord, 79° 49′ 01″ est |       |
| Madu Ganga (en)                              | Sud                     |       | 11 décembre 2003 | 9,15             | 0 - 377      | 1372               | 902323           | 6° 18′ nord, 80° 03′ est         |       |
| Sanctuaire Vankalai                          | Nord                    |       | 12 juillet 2010  | 48,39            | 0 - 5        | 1910               | 555542720        | 8° 55′ 59″ nord, 79° 55′ 01″ est |       |
| Groupe de zones humides Kumana               | Province de l'Est       |       | 29 octobre 2010  | 190,11           | 0 - 25       | 1931               | 555542719        | 6° 37′ 01″ nord, 81° 43′ 59″ est |       |
| Groupe de zones humides Ramsar Wilpattu (en) | Nord-Ouest, Centre-Nord |       | 2 février 2013   | 1 658,00         | 0 - 152      | 2095               | 555558406        | 8° 32′ 28″ nord, 80° 10′ 01″ est |       |